# Demptowo

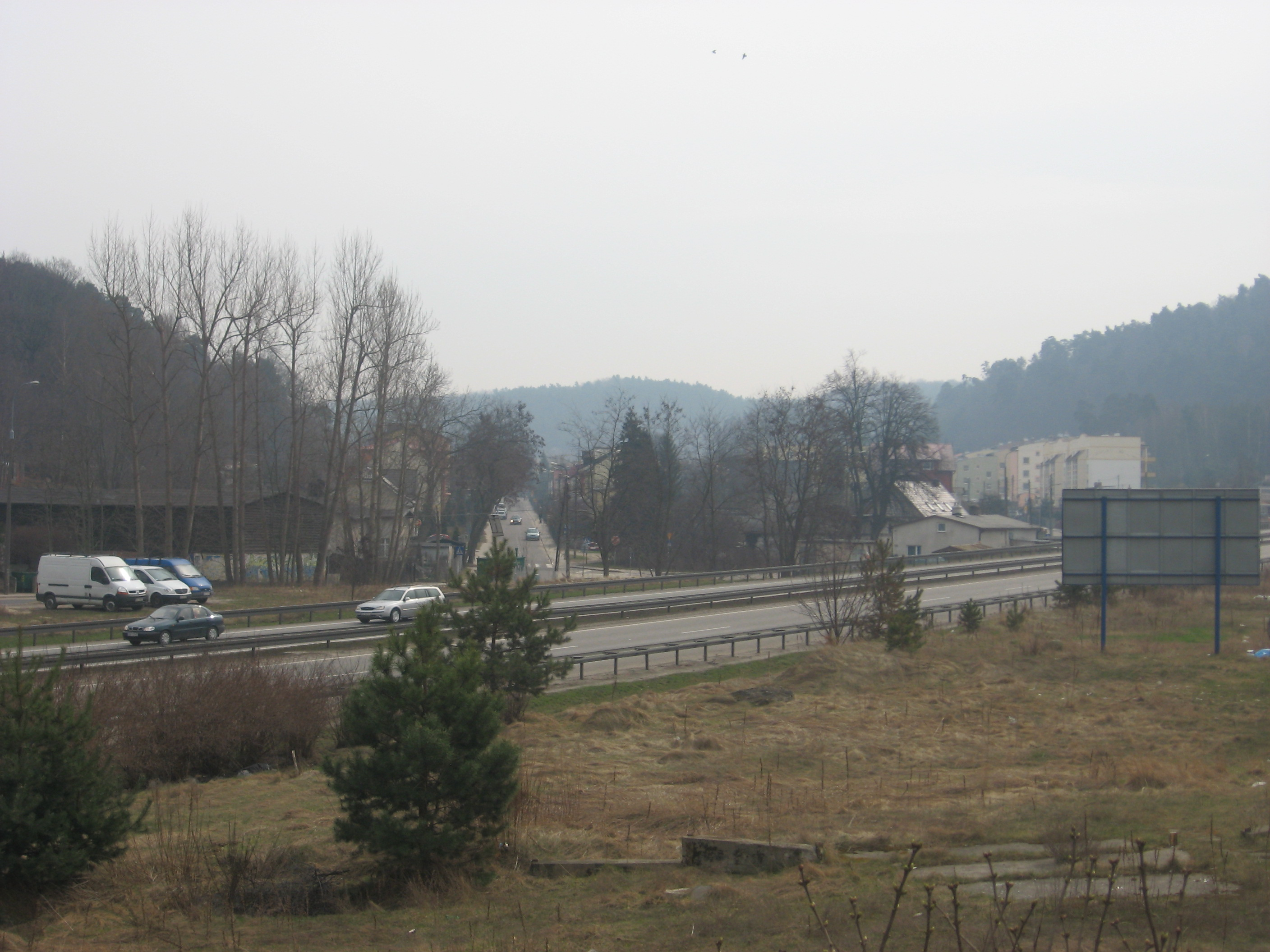
Na pierwszym planie obwodnica Trójmiasta, a dalej Demptowo wraz z ulicą Demptowską

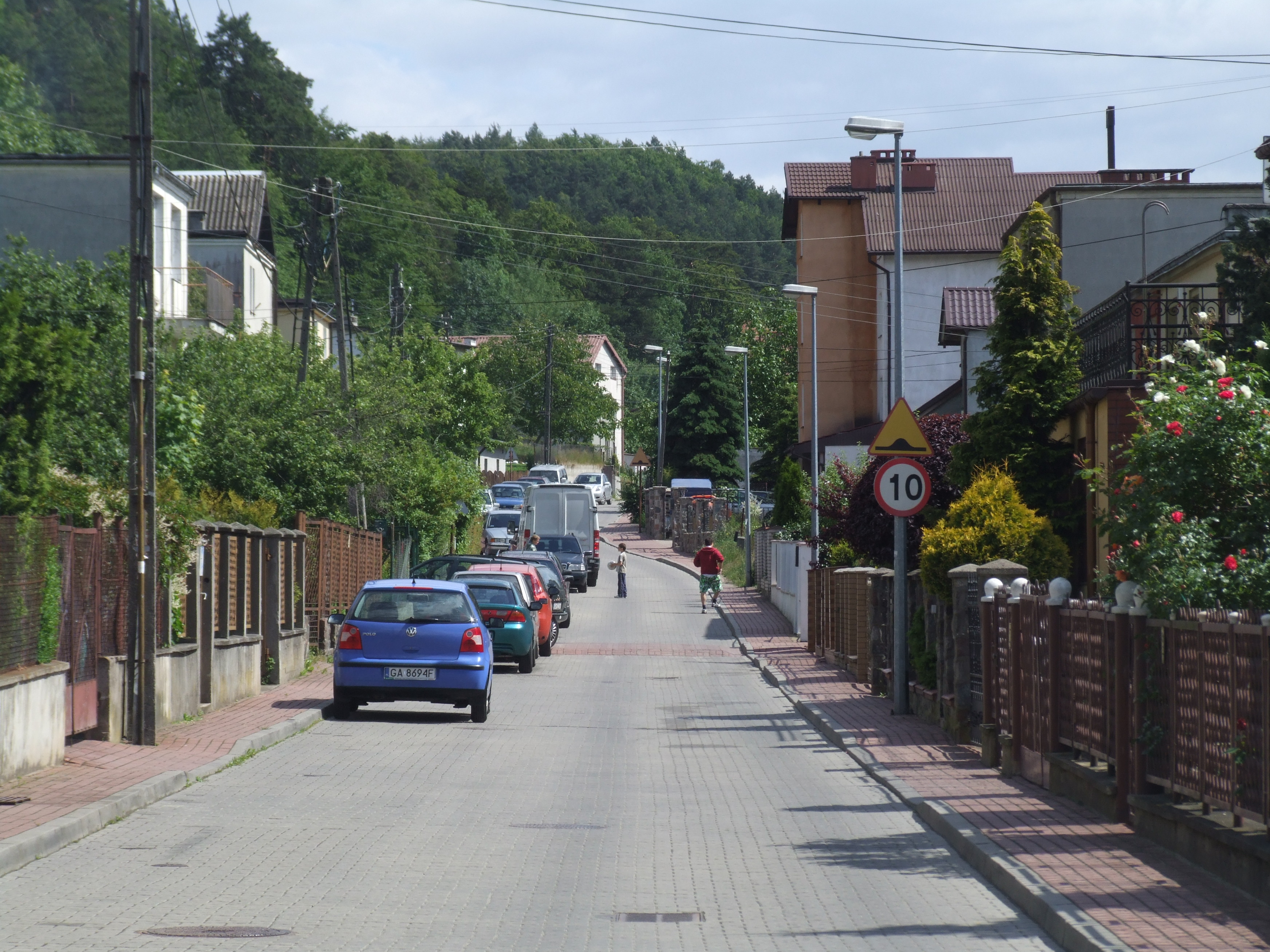
Demptowo, ul. Rybińskiego

Demptowo (kaszb. Demptowò, niem. Demptau) – osiedle na terenie Gdyni, wchodzące w skład dzielnicy Pustki Cisowskie-Demptowo.

## Charakterystyka ogólna
Na terenie osiedla panuje zabudowa jednorodzinna i willowa. Znajdują się tu takie obiekty jak m.in.:
- kompleks rekreacyjno-sportowy
- kościół
- baza Marynarki Wojennej
- leśnictwo Zwierzyniec

## Historia
Pierwsze wzmianki o Demptowie pochodzą z XVII wieku. Od wieku XVIII Demptowo było zaliczane, razem z Leszczynkami (wówczas o nazwie Leszczyno), Marszewem, Bernardą, Niemotowem i Dębową Górą do tzw. Chylońskich Pustek. Nazwa terenu pochodziła od kaszubskiego wyrazu pustczi – przysiółek, domy za wsią. Wraz z Chylonią, Demptowo zostało włączone w obszar miasta w 1930 roku. Podczas okupacji Niemcy zmienili nazwę dzielnicy na Demptau.

## Dojazd
Do Demptowa można się dostać ulicą Demptowską, przebiegającą przez środek osiedla. Dojazd umożliwia również 
ZKM Gdynia (linie 114, 34, 102, 710).